# William Kinniburgh
William Daniel Kinniburgh (ur. 8 września 1984 w Glasgow) – szkocki piłkarz, występujący na pozycji obrońcy. Wychowanek klubu Motherwell. W Scottish Premier League rozegrał 58 spotkań i zdobył 3 bramki.